# Oedicodia melanographa
Oedicodia melanographa är en fjärilsart som beskrevs av George Francis Hampson 1916. Oedicodia melanographa ingår i släktet Oedicodia och familjen nattflyn. Inga underarter finns listade i Catalogue of Life.